# CAP (Markt)

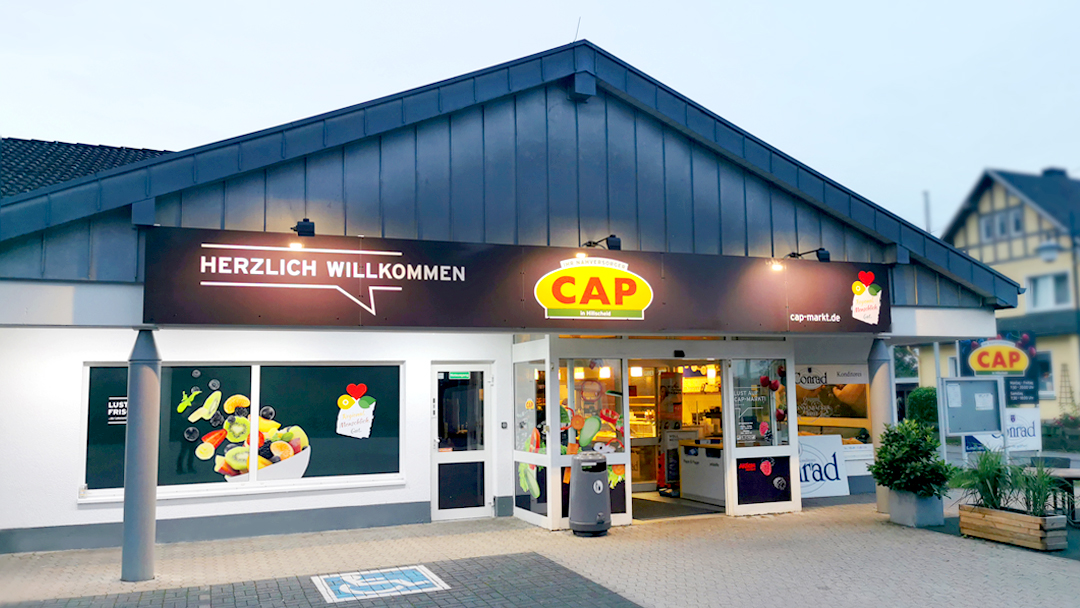
CAP-Markt in Hillscheid

CAP ist ein deutsches Handelsunternehmen mit Hauptsitz in Stuttgart.
In den Märkten arbeiten Menschen mit und ohne Behinderungen gemeinsam. Der Name leitet sich von Handicap ab, der englischen Bezeichnung für Benachteiligung.
Betrieben werden CAP-Märkte in der Regel von örtlichen Integrationsunternehmen oder Werkstätten für behinderte Menschen im Rahmen eines Social Franchisings. In Deutschland gibt es über 100 Filialen (Stand: 20. Juli 2023) mit Marktgrößen zwischen 200 und 1500 m². 
Die Konzeption geht auf die Gemeinnützige Werk- und Wohnstätten GmbH (GWW) zurück und wird seit 2001 von der in Stuttgart ansässigen Genossenschaft der Werkstätten für behinderte Menschen Süd eG (GDW Süd) verantwortet.

## Geschichte
1999 sollte in Herrenberg, im Ortsteil Ziegelfeld, der letzte ortsansässige Lebensmittelmarkt geschlossen werden. Der damalige ortsansässige Geschäftsführer der GWW traf die Entscheidung, den Markt zukünftig durch die Femos gGmbH, die Integrationsfirma der GWW, zu betreiben. Im CAP-Markt in Herrenberg fanden neun Menschen Arbeit, darunter sechs mit einer Behinderung, die zuvor in einer Werkstatt für behinderte Menschen (WfbM) beschäftigt waren.
Nach der Eröffnung weiterer Märkte durch die Femos gGmbH in Weil im Schönbuch, Calw und Renningen übernahm im Jahr 2001 die GDW SÜD das Konzept von der GWW und führte es als Social Franchising weiter. Noch im selben Jahr griff mit der Filderwerkstatt ein weiterer Betreiber als neuer Franchisenehmer das Konzept auf und eröffnete seinen ersten Markt. 2002 folgte der erste CAP-Markt außerhalb Baden-Württembergs in Dobbertin in Mecklenburg-Vorpommern.
In den Folgejahren wuchs die Anzahl der Märkte jährlich um etwa zehn auf insgesamt 100. Die Betreiberzahl erhöhte sich bis 2013 auf 58. Bis Ende 2013 sind Arbeitsplätze für 824 behinderte Menschen geschaffen worden. In den CAP-Märkten arbeiteten insgesamt 1438 Menschen in Voll- oder Teilzeit. Zusammen erwirtschafteten sie einen Umsatz von 122 Millionen Euro. 
Im Jahr 2010 wurde das Corporate Design überarbeitet und ein neues Logo eingeführt. Bei Umbauten in den Märkten werden diese nach und nach auf das neue Erscheinungsbild umgestellt.

## Konzeption

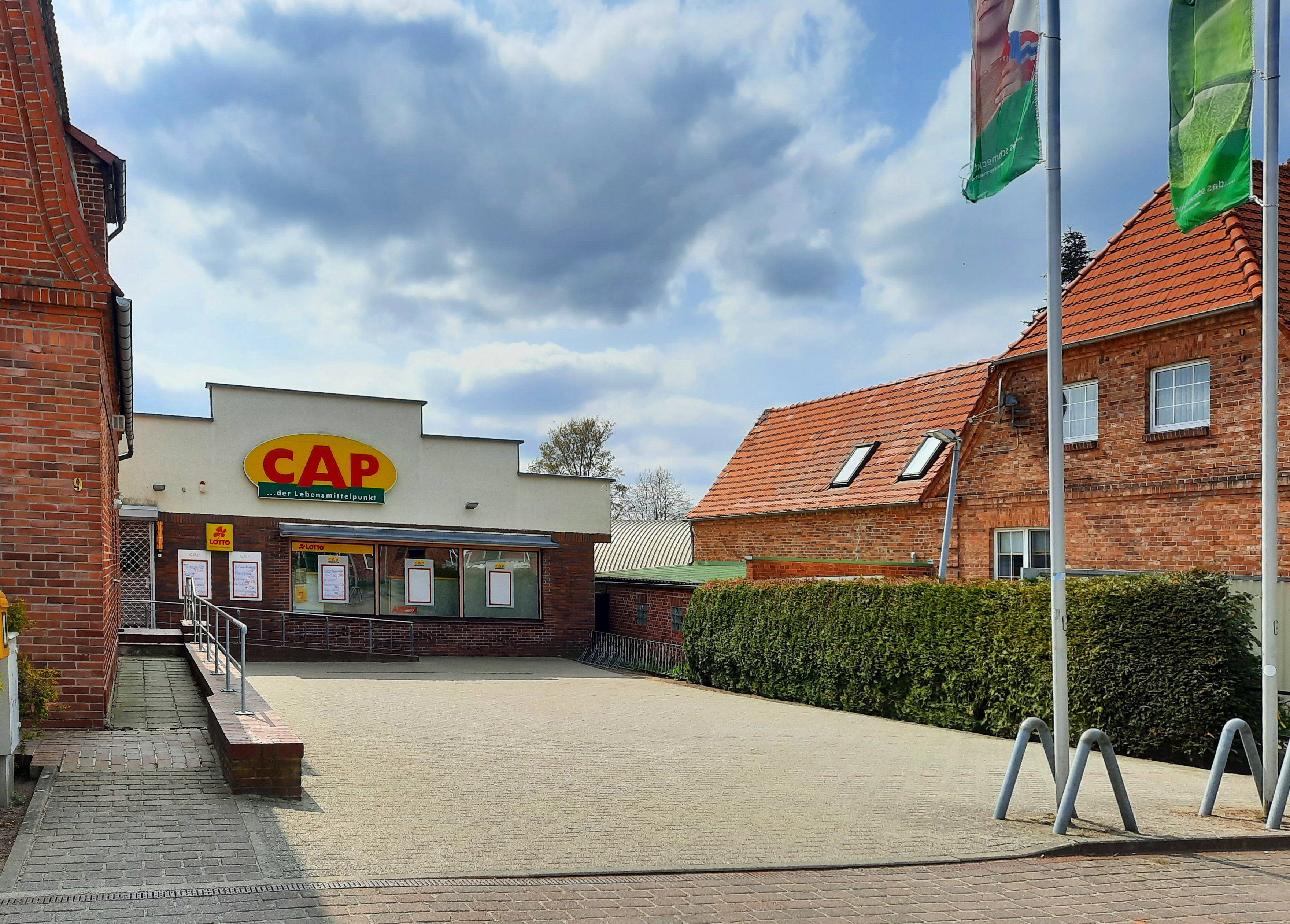
CAP-Markt in Dobbertin

CAP-Märkte sollen zum einen „geeignete Arbeitsplätze […] außerhalb der Werkstatt“, auf dem so genannten ersten Arbeitsmarkt für Menschen mit geistiger, psychischer und körperlicher Behinderung schaffen.
Zum anderen sind die Märkte mit ihrem Lebensmittelvollsortiment für die Nahversorgung konzipiert und in zentralen Lagen in Stadt(teil)- oder Ortszentren angesiedelt, um „Versorgungslücken für […] Bewohner, die auf ein zu Fuß erreichbares Angebot […] angewiesen sind“, zu schließen. Damit sollen die Lücken anderer Discounter- und Supermarktketten gefüllt werden, die sich mit neuen Standorten meistens am Ortsrand auf der grünen Wiese ansiedeln.
Insgesamt soll mit dieser Marktkonzeption die „Entwicklung des Gemeinwesens“ gefördert werden, was auch das Motto …der Lebensmittelpunkt unterstreicht. Das Konzept der CAP-Märkte ist eine Antwort auf die demografische Entwicklung. Die Märkte sind auf die Bedürfnisse von Kundengruppen, die weniger mobil sind, ausgerichtet. Sie berücksichtigen die Anliegen der alternden Bevölkerung sowohl in puncto Zentralität als auch hinsichtlich der Marktgestaltung (breite Gänge und nur 1,6 m hohe Regale) und der angebotenen Serviceleistungen, wie ein Lieferservice und der begleitete Einkauf.
Unter dem Dach der GDW SÜD sind die Märkte als Social Franchising organisiert. Franchisenehmer sind WfbMs und Integrationsbetriebe, die zwischen einem und 15 Märkten betreiben. Sie zahlen Eintritts-, Kooperations- und Werbegebühren, aus denen die Overheadkosten finanziert werden. Auf diese Weise ist es insbesondere möglich, zur Unterstützung der Marktleitungen und Betreiber ein deutschlandweites Netz von Fachberatern zu unterhalten. In den Händen der GDW SÜD liegen auch die Verhandlungen zum Hauptlieferanten EDEKA.

## Vertriebslinien

### CAP - der Lebensmittelpunkt
Lebensmittelvollsortimenter in Stadt(teil)- und Ortszentren mit Flächen zwischen 300 und 1500 m², die zwischen 5.000 und 15.000 Artikel des täglichen Bedarfs anbieten.

### CAP puccino
Als Backshops und Cafés bieten CAP puccinos Backwaren, Getränke und Snacks in CAP-Märkten, in denen weder im Markt noch in der Nachbarschaft eine Bäckerei vorhanden ist.

## Auszeichnungen
Mit ihrem Markt-Konzept wurde die GDW SÜD beim Wettbewerb Land der Ideen von Bundespräsident Köhler zum Ausgewählten Ort 2008 gekürt.
Ebenfalls im Jahr 2008 erreichten die CAP-Märkte mit ihrem Konzept das Finale des „Handelsinnovationspreis“ des Handelsverbandes Deutschland.
2005 war CAP der erste Preisträger des Rudolf-Freudenberg-Preises für soziale Unternehmen, die neue Ideen zur Arbeitsmarktintegration psychisch kranker Menschen umsetzen.
Einige Märkte, z. B. in Karlsruhe-Durlach, Weinstadt-Beutelsbach, Stuttgart-Weilimdorf, wurden von örtlichen Stadtseniorenräten als seniorenfreundlich ausgezeichnet.
Mit dem Qualitätszeichen „Generationenfreundliches Einkaufen“ des Handelsverbandes Deutschland sind ebenfalls verschiedene CAP-Märkte, beispielsweise Bühl, Kirchheim unter Teck und Neuhausen auf den Fildern, zertifiziert.